# Lavardin (Loir-et-Cher)
Lavardin település Franciaországban, Loir-et-Cher megyében. Lakosainak száma 178 fő (2022. január 1.). Lavardin Montoire-sur-le-Loir, Prunay-Cassereau, Saint-Arnoult, Saint-Martin-des-Bois, Sasnières és Villavard községekkel határos.

## Népesség
A település népességének változása:
| Lakosok száma | 268  | 256  | 245  | 223  | 195  | 188  | 183  | 179  | 178  | 178  |
|               | 1968 | 1982 | 1990 | 2006 | 2013 | 2015 | 2017 | 2019 | 2020 | 2022 |